# 1000-km-Rennen von Paris 1956

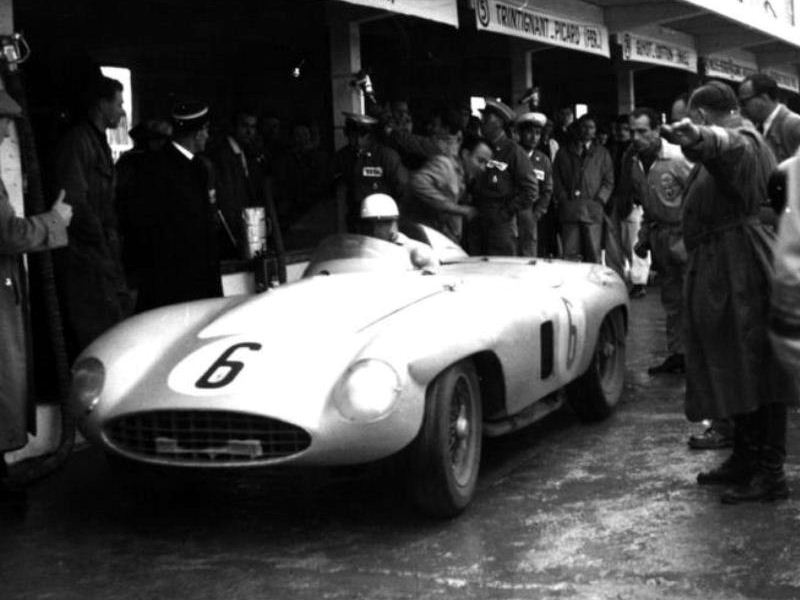
Harry Schell im zweitplatzierten Ferrari 750 Monza

Das erste  1000-km-Rennen von Paris auch, 1000 km. de Paris, Grand Prix de L'Ile-de-France, Grand Prix International de Vitesse a Montlhéry, Montlhéry, fand am 10. Juni 1956 auf dem Autodrome de Linas-Montlhéry statt. Das Rennen zählte zu keiner Rennserie.

## Das Rennen
Der Unfall beim 24-Stunden-Rennen von Le Mans 1955 und die daraus resultierende Diskussion über die Sicherheit im französischen Rundstreckensport hatten auch Auswirkungen auf die Sicherheitseinrichtungen des Autodrome de Linas-Montlhéry. In der Rekordbauzeit von sechs Monaten errichteten 2000 Arbeiter 1923 die Rennstrecke, die aus zwei nur 180 Meter langen Geraden bestand, verbunden durch zwei Steilkurven mit einem Radius von rund 250 Metern. Bei einer Gesamtlänge von 2548,24 Metern (gemessen knapp unterhalb der oberen Streckenbegrenzung) und Fahrbahnbreiten zwischen 18 und 21,5 Metern ließ sie die für damalige Verhältnisse enorme Durchschnittsgeschwindigkeit von bis zu 220 km/h zu. Erreicht wurde dieser Wert, wenn die Fahrer am obersten Rand der Steilkurven blieben. Das Risiko dieser Fahrten war jedoch hoch, da an der Oberkante kaum Absperrungen vorhanden waren. Erst nach dem Unfall in Le Mans wurden solche Absperrungen angebracht. Gefahren wurde das Rennen auf der langen Streckenvariante, die neben dem Ovalkurs auch den ca. fünf Kilometer langen Straßenkurs umfasste.
Der Automobile Club de l'Île-de-France organisierte 1956 das erste 1000-km-Rennen auf dieser Rennstrecke. Das Klassement hatte eine Besonderheit. Um die Gesamtwertung oder eine der drei weiteren Rennklassen gewinnen zu können, mussten die Teilnehmer jeweils die volle Distanz von 1000 Kilometern zurücklegen. Dies führte dazu, dass die Sieger der Klasse bis 0,75 Liter Hubraum mit einer Fahrzeit von 7:42:47,400 Stunden mehr als eine Stunde länger unterwegs waren als der Gesamtsieger, der 6:41:03,100 Stunden für die 1000-km-Distanz benötigte. Das Rennen gewannen Louis Rosier und Jean Behra auf einem von Rosier gemeldeten Maserati 300S 2 ½ Minuten vor Harry Schell und Jean Lucas, die einen Ferrari 750 Monza fuhren. Das Staatliche Rennkollektiv der Deutschen Demokratischen Republik meldete zwei AWE R3, die, gefahren von Edgar Barth, Arthur Rosenhammer, Paul Thiel und Egon Binner, nach einem Unfall bzw. einem Kupplungsdefekt ausfielen.
Im Oktober desselben Jahres verunglückte Rosier bei der Coupe du Salon in Montlhéry so schwer, dass er drei Wochen später in einem Krankenhaus in Neuilly-sur-Seine seinen Verletzungen erlag.

## Ergebnisse

### Schlussklassement
| 1           | S 3.0 | 1  | Louis Rosier            | Jean Behra Louis Rosier               | Maserati 300S           | 129 |
| 2           | S 3.0 | 6  |                         | Harry Schell Jean Lucas               | Ferrari 750 Monza       | 129 |
| 3           | S 3.0 | 5  | François Picard         | François Picard Maurice Trintignant   | Ferrari 750 Monza       | 129 |
| 4           | S 3.0 | 9  | Ecurie Francorchamps    | André Pilette André Milhoux           | Ferrari 750 Monza       | 129 |
| 5           | S 3.0 | 7  | Scuderia Ferrari        | Phil Hill Alfonso de Portago          | Ferrari 857S            | 129 |
| 6           | S 3.0 | 2  | Scuderia Guastalla      | Chico Landi Gerino Gerini             | Maserati 300S           | 129 |
| 7           | S 1.5 | 42 | Equipe Nationale Belge  | Christian Goethals Georges Harris     | Porsche 550             | 129 |
| 8           | S 1.5 | 50 |                         | Roger Loyer Henri de Clarens          | Gordini T15S 1.5        | 129 |
| 9           | S 1.5 | 47 |                         | Auguste Veuillet Claude Storez        | Porsche 550             | 129 |
| 10          | S 2.0 | 25 |                         | Anna Maria Peduzzi Gilberte Thirion   | Ferrari 500 TR          | 129 |
| 11          | S 2.0 | 36 |                         | Helm Glöckler Wolfgang Seidel         | Porsche 550 RS 1.8      | 129 |
| 12          | S 1.5 | 54 | Louis Cornet            | Louis Cornet Robert Mougin            | Maserati 150S           | 129 |
| 13          | S 750 | 68 |                         | Gérard Laureau André Héchard          | DB HBR                  | 129 |
| 14          | S 750 | 67 |                         | Jacques Blaché Louis Pons             | Ferry F750              | 117 |
| 15          | S 750 | 69 |                         | René-Philippe Faure Gilbert Foury     | Stanguellini            | 109 |
| 16          | S 750 | 64 |                         | Jean-Marie Dumazer Lucien Campion     | VP 166R                 | 107 |
| Ausgefallen |       |    |                         |                                       |                         |     |
| 17          | S 3.0 | 8  |                         | Pierre Meyrat Gino Munaron            | Ferrari 750 Monza       |     |
| 18          | S 3.0 | 10 | Gordini                 | Robert Manzon André Guelfi            | Gordini T24S            |     |
| 19          | S 3.0 | 11 | Equipe Devone           | Tom Kyffin Ken Wharton                | Aston Martin DB3S       |     |
| 20          | S 3.0 | 12 |                         | Yves Giraud-Cabantous Jean Ampoulié   | Ferrari 225S            |     |
| 21          | S 2.0 | 20 | Scuderia Guastalla      | Franco Cornacchia Gilberto Cornacchia | Maserati 200S           |     |
| 22          | S 2.0 | 21 | Scuderia Centro Sud     | José Behra Georges Houel              | Maserati A6GCS          |     |
| 23          | S 2.0 | 22 |                         | André Simon Luigi Piotti              | Maserati A6GCS          |     |
| 24          | S 2.0 | 24 |                         | Georges Guyot René Cotton             | Maserati A6GCS          |     |
| 25          | S 2.0 | 26 | Ecurie Francorchamps    | Freddy Rousselle Lucien Bianchi       | Ferrari 500TR           |     |
| 26          | S 2.0 | 27 | Ecurie Francorchamps    | Léon Dernier Alain de Changy          | Ferrari 500TR           |     |
| 27          | S 2.0 | 28 | Hernando da Silva Ramos | Hernando da Silva Ramos Élie Bayol    | Gordini T15S 2.0        |     |
| 28          | S 2.0 | 29 | Scuderia Centro Sud     | Maria Teresa de Filippis Carlo Tomasi | Maserati A6GCS          |     |
| 29          | S 1.5 | 40 |                         | Georges Berger Guy Michel             | Maserati 150S           |     |
| 30          | S 1.5 | 41 |                         | Jean Thépenier Jean-Claude Vidilles   | Maserati 150S           |     |
| 31          | S 1.5 | 44 | AWE                     | Edgar Barth Arthur Rosenhammer        | AWE R3                  |     |
| 32          | S 1.5 | 45 | AWE                     | Paul Thiel Egon Binner                | AWE R3                  |     |
| 33          | S 1.5 | 48 |                         | Gonzague Olivier Robert Dutoit        | Porsche 550 Spyder      |     |
| 34          | S 750 | 51 |                         | René Bonnet Fernand Carpentier        | DB                      |     |
| 35          | S 1.5 | 52 |                         | Alejandro de Tomaso Annie Bousquet    | Maserati 150S           |     |
| 36          | S 750 | 60 |                         | Pierre Chancel Robert Chancel         | Monopole                |     |
| 37          | S 750 | 61 |                         | Jean Hémard Pierre Flahault           | Monopole                |     |
| 38          | S 750 | 62 |                         | Raymond Stempert Jean Pages           | Panhard                 |     |
| 39          | S 750 | 65 |                         | Sourza Louis van Steen                | Monopole                |     |
| 40          | S 750 | 66 |                         | Marcel Lauga René Révillon            | Moretti 750 Grand Sport |     |

### Nur in der Meldeliste
Hier finden sich Teams, Fahrer und Fahrzeuge, die ursprünglich für das Rennen gemeldet waren, aber aus den unterschiedlichsten Gründen daran nicht teilnahmen.
| Pos. | Klasse | Nr. | Team | Fahrer                     | Chassis    |
| ---- | ------ | --- | ---- | -------------------------- | ---------- |
| 41   | S 1.5  | 51  |      | Roger Castelain Pierre Ros | Alfa Romeo |
| 42   | S 750  | 70  |      | Paul Gesmier Jean Vinatier | Renault    |

### Klassensieger
| Klasse | Fahrer             | Fahrer           | Fahrzeug      | Platzierung im Gesamtklassement |
| ------ | ------------------ | ---------------- | ------------- | ------------------------------- |
| S 3.0  | Jean Behra         | Louis Rosier     | Maserati 300S | Gesamtsieg                      |
| S 2.0  | Anna Maria Peduzzi | Gilberte Thirion | Ferrari 500TR | Rang 11                         |
| S 1.5  | Christian Goethals | George Harris    | Porsche 550   | Rang 7                          |
| S 750  | Gérard Laureau     | André Héchard    | DB HBR        | Rang 13                         |

### Renndaten
- Gemeldet: 42
- Gestartet: 40
- Gewertet: 16
- Rennklassen: 4
- Zuschauer: unbekannt
- Wetter am Renntag: unbekannt
- Streckenlänge: 7,784 km
- Fahrzeit des Siegerteams: 6:41:03,100 Stunden
- Gesamtrunden des Siegerteams: 129
- Gesamtdistanz des Siegerteams: 1004,199 km
- Siegerschnitt: 150,239 km/h
- Pole Position: Jean Behra - Maserati 300S (#1)
- Schnellste Rennrunde: Jean Behra - Maserati 300S (#1) - 2.50,000 - 164,848 km/h
- Rennserie: zählte zu keiner Rennserie